# Nome próprio
Um nome próprio é um substantivo que distingue e identifica algo de forma específica, como uma pessoa, um lugar ou entidade geográfica. Quando o nome próprio se refere a uma pessoa, é chamado de antropônimo; quando se refere a um lugar ou acidente geográfico é chamado de topônimo.
As pessoas recebem como nome próprio um ou mais prenomes e um ou mais sobrenomes ou apelidos de família.
A onomástica em geral e as mais específicas antroponímia e toponímia estudam os nomes, a origem e o significado, utilizando métodos comuns à linguística e também pesquisas de caráter histórico e antropológico.
Na língua portuguesa, os nomes próprios devem ser escritos com letra inicial maiúscula.